# Hermann Muhs
Hermann Muhs (Barlissen, 16 mei 1894 - Göttingen, 13 april 1962) was een Duitse staatssecretaris en minister verantwoordelijk voor kerkelijke vraagstukken (Reichsministerium für die Kirchlichen Angelegenheiten) binnen nazi-Duitsland.
Na de Eerste Wereldoorlog studeerde Muhs rechten in Göttingen en hij behaalde in 1932 zijn diploma. Hij opende een advocatenbureau en werd lid van NSDAP in 1929. Vanaf 1930 was hij lid van het Pruisische Parlement van de Staat en na 1933 werd hij de districtsvoorzitter van Hildesheim. In 1935 was Muhs de staatssecretaris in het Reichsministerium für die Kirchlichen Angelegenheiten (Rijksministerie voor Kerkelijke Aangelegenheden). Zijn synchronisatie-inspanningen en theologische incompetentie veroorzaakten vele geschillen met de kerken.
Hij ging in tegen de orders van Heinrich Himmler die afstand wilde tussen de Schutzstaffel (SS) en de Kerk. In 1941 was Muhs aanwezig bij de begrafenis van aartsbisschop Karl Joseph Schulte in een SS-uniform. Muhs, die de rang van SS-Oberführer had, werd uit de SS gezet. Na de dood van Hans Kerrl was hij niettemin toch nog Minister für Kirchenfragen tot 1945.

## Carrière
Muhs bekleedde verschillende rangen in zowel de Deutsches Heer als Allgemeine-SS. De volgende tabel laat zien dat de bevorderingen niet synchroon liepen.
| Datums            | Deutsches Heer       | Allgemeine-SS          | NSDAP                              | Reichskirchenministerium          | Luftwaffe                |
| ----------------- | -------------------- | ---------------------- | ---------------------------------- | --------------------------------- | ------------------------ |
| Augustus 1914     | Kriegsfreiwilliger   | —                      | —                                  | —                                 | —                        |
| 1920              | Leutnant der Reserve | —                      | —                                  | —                                 | —                        |
| 1930              | —                    | —                      | Bezirksleiter der NSDAP            | —                                 | —                        |
| 7 oktober 1930    | —                    | —                      | Stellvertreter Gauleiter der NSDAP | —                                 | —                        |
| September 1931    | —                    | —                      | Kreisleiter                        | —                                 | —                        |
| 1 juni 1931       | —                    | SS-Anwärter            | —                                  | —                                 | —                        |
|                   | —                    | —                      | Landesinspekteur                   | —                                 | —                        |
| 17 augustus 1932  | —                    | —                      | Gauleiter der NSDAP                | —                                 | —                        |
| 25 maart 1933     | —                    | —                      | Regierungspräsident                | —                                 | —                        |
| 10 juni 1933      | —                    | SS-Mann                | —                                  | —                                 | —                        |
| 1 januari 1934    | —                    | SS-Sturmführer         | —                                  | —                                 | —                        |
| 20 april 1934     | —                    | SS-Sturmhauptführer    | —                                  | —                                 | —                        |
| 1936              | —                    | —                      | —                                  | —                                 | Oberleutnant der Reserve |
| 19 november 1936  | —                    | —                      | —                                  | Stellvertreter Reichsminister     | —                        |
| 19 april 1937     | —                    | —                      | —                                  | Staatssekretär                    | —                        |
| 20 april 1937     | —                    | SS-Sturmbannführer     | —                                  | —                                 | —                        |
| 31 december 19137 | —                    | SS-Obersturmbannführer | —                                  | —                                 | —                        |
| 20 april 1938     | —                    | SS-Standartenführer    | —                                  | —                                 | —                        |
| 11 september 1938 | —                    | SS-Oberführer          | —                                  | —                                 | —                        |
| 15 december 1941  | —                    | —                      | —                                  | Geschäftsführender Reichsminister | —                        |

## Lidmaatschapsnummers
- NSDAP-nr.: 152 594 (lid geworden 1 september 1929[4])
- SS-nr.: 54 402[5] (lid geworden 1 juni 1931[4], uit de SS gezet op 2 april 1941[4])

## Onderscheidingen
- IJzeren Kruis 1914, 2e Klasse[6]
- Sportinsigne van de SA in brons[7] op 1 december 1936[6]
- Ehrenwinkel der Alten Kämpfer in februari 1934[6]
- Ehrendegen des Reichsführers-SS op 1 december 1938[6]

Adolf Hitler · Franz von Papen · Konstantin von Neurath · Joachim von Ribbentrop · Wilhelm Frick · Heinrich Himmler · Lutz Schwerin von Krosigk · Alfred Hugenberg · Kurt Schmitt · Hjalmar Schacht · Hermann Göring · Walther Funk · Franz Seldte · Franz Gürtner · Franz Schlegelberger · Otto Georg Thierack · Werner von Blomberg · Wilhelm Keitel · Freiherr von Eltz-Rübenach · Julius Heinrich Dorpmüller · Wilhelm Ohnesorge · Walther Darré · Herbert Backe · Joseph Goebbels · Bernhard Rust · Fritz Todt · Albert Speer · Alfred Rosenberg · Hanns Kerrl · Hermann Muhs · Otto Meißner · Hans Heinrich Lammers · Martin Bormann · Karl Hermann Frank · Rudolf Hess · Ernst Röhm · Paul Giesler